# 누스라트 파리아
누스라트 파리아(벵골어: নুসরাত ফারিয়া, 1993년 9월 8일 ~ )는 방글라데시의 배우, 배우, 모델, 텔레비전 사회자, 라디오 진행자, 가수이다.